# Meikel Schönweitz
Meikel Schönweitz (* 5. Februar 1980 in Groß-Gerau) ist ein deutscher Fußballtrainer und -funktionär. Seit dem 30. Juli 2024 ist er „Technischer Direktor“ beim 1. FSV Mainz 05.

## Leben
Nach seinem Abitur und dem anschließenden Grundwehrdienst begann Schönweitz an der Johannes-Gutenberg-Universität in Mainz ein Sportstudium, das er 2008 als Diplom-Sportwissenschaftler mit dem Schwerpunkt Ökonomie und Management abschloss.

### Werdegang als Spieler
Schönweitz begann das Fußballspielen mit drei Jahren beim SV 07 Geinsheim. Er durchlief sämtliche Auswahlstadien bis hin zur Hessenauswahl und nahm mit dieser an mehreren deutschen Meisterschaften teil. Seinem Heimatverein hielt er dabei während der gesamten Jugendzeit die Treue. Lediglich in den ersten Seniorenjahren spielte Schönweitz je eine Spielzeit beim 1. FC Eschborn und dem FC Eddersheim. Im  Jahre 2008 beendete Schönweitz nach fünf Aufstiegen in zehn Seniorenjahren mit 28 Jahren seine aktive Laufbahn.

### Werdegang als Trainer
Schönweitz übernahm im Alter von 13 Jahren als Trainer die F-Jugend des SV 07 Geinsheim. Von 1993 bis 2008 betreute er fünfzehn Jahre lang Jugendmannschaften aller Altersklassen und engagierte sich in der Jugendarbeit des Vereins.
Im Jahre 2002 begann er als DFB-Stützpunkttrainer in der Region Groß-Gerau, 2007 folgte ein Engagement als Bezirksauswahltrainer der Region Darmstadt. Im Jahr 2008 ging er als Verbandssportlehrer zum Hessischen Fußball-Verband und war zwei Jahre lang für die Hessenauswahl und die Trainerausbildung zuständig. Anschließend ging er zum 1. FSV Mainz 05 und trainierte für vier Jahre dessen U17, die er 2014 zur Staffelmeisterschaft der Bundesliga Süd/Südwest führte. Parallel war Schönweitz für den Verein als Schulkoordinator für die Eliteschulen des Fußballs in Mainz und Wiesbaden zuständig. In seiner Mainzer Zeit erwarb er 2012 die Qualifikation als Fußballlehrer (Abschlussnote 1,3).
2014 nahm Schönweitz ein Angebot von Hansi Flick an und wechselte als U16-Trainer zum DFB. Dort übernahm er zunächst zusätzlich die Koordination der U15- bis U17-Junioren. Im Jahr darauf erreichte Schönweitz mit der U17-Nationalmannschaft den 3. Platz bei der Europameisterschaft in Aserbeidschan. In den Folgejahren übernahm er den jeweils nächsthöheren Jahrgang. Sein Aufgabenfeld als Koordinator erweiterte sich ebenso kontinuierlich, sodass er 2018 als U20-Trainer und sportlicher Leiter für den Bereich U15- bis U20-Nationalmannschaften verantwortlich war.

### Werdegang als Funktionär
Als Horst Hrubesch Ende des Jahres 2018 als DFB-Sportdirektor zurückgetreten war, wurden Schönweitz zum 1. Januar 2019 dessen Aufgaben in der neu geschaffenen Position als Cheftrainer U-Nationalmannschaften übertragen. Dort war er für alle Junioren-Nationalmannschaften des DFB, für deren sportlichen Belange und die Trainerentwicklung zuständig.
Im Mai 2023 wechselte Schönweitz zum 1. FSV Mainz 05 als Direktor Fußballentwicklung. Dort war er für die Trainerausbildung und -entwicklung im Nachwuchsbereich, für das Talentmanagement im Übergangsbereich, die Förderung der Toptalente, die Technische Leitung der Fußballentwicklung (Ausbildungs- und Spielphilosophie, Leistungsdiagnostik und Datenanalyse, Sportpsychologie) und die Unterstützung des Lizenzteams um Sportvorstand, Sportdirektor, Profitrainer und Direktor Scouting & Analyse hinsichtlich Kaderplanung zuständig.
Im Juli 2024 trat Sportdirektor Martin Schmidt zurück und seine Aufgaben wurden einem neuen Führungsduo übertragen. Niko Bungert wurde Sportdirektor und Meikel Schönweitz Technischer Direktor. In die Verantwortung beider Direktoren fallen die Bereiche der Kaderplanung, die im Team mit Bernd Legien, dem Direktor Scouting und Analyse, und Christian Heidel erfolgt, sowie der Bereich der Sportmedizin mit der Reha GmbH. Als Technischer Direktor verantwortet Meikel Schönweitz zudem die internen Prozesse und Strukturen, die Personalführung und die strategische Entwicklung des Mainzer Fußballs bei den Profis und im Nachwuchsleistungszentrum. Darüber hinaus vertritt er den Verein bei Verbänden und in den Gremien.